# Нейолов Петро Іванович
Петро Іванович Нейолов (Неєлов) — український і російський архітектор XVIII ст., представник класицизму.

## Творчість
У 1749–1753 роках брав участь в будівництві Андріївської церкви, у 1750–1755 — Маріїнського палацу. З 1753 року здійснював нагляд за роботами по зведенню Кловського палацу, будівництво якого завершив Степан Ковнір.
За його проектами в Україні побудовані:
- Дзвіниця на Дальніх печерах Києво-Печерської лаври (1752–1761);
- Троїцька церква Китаївської пустині (1763–1767)[3].

Творчість Петра Нейолова була близькою до архітектурної школи Івана Мічуріна та Андрія Квасова з ознаками стилю бароко.